# Hermanas de la Caridad de San Vicente de Paúl de Zams
La Sociedad de Hermanas de la Caridad de San Vicente de Paúl de Zams (oficialmente en latín: Societas Sororum Caritatis Zamsiensis) es una sociedad de vida apostólica católica, femenina, y de derecho diocesano, fundada en 1734 por el sacerdote austriaco Nikolaus Tolentino Schuler, en Zams. A las religiosas de este instituto se les conoce como Hermanas de la Caridad de Zams o simplemente como vicentinas de Zams. Sus miembros posponen a sus nombres las siglas S.C.

## Historia
La congregación tiene su origen en la fundación del hospital de Zams (Austria), en 1811, por Nikolaus Tolentino Schuler, párroco del pueblo. El fundador llamó para la atención del mismo a las Hermanas de la Caridad de Estrasburgo, quienes enviaron un grupo de religiosas, a la cabeza de Katharina Lins. La comunidad comenzó sus actividades oficiales en 1826, tenida en cuenta como fecha de fundación.
El instituto obtuvo la aprobación civil de parte del emperador Francisco I de Austria el 19 de septiembre de 1821. Fue aprobado como congregación religiosa de derecho diocesano en 1826, de parte de Karl Franz von Lodron, obispo de Bressanone.

## Organización
La Congregación de Hermanas de la Caridad de Estrasburgo es un instituto religioso de derecho diocesano y centralizado, cuyo gobierno es ejercido por una superiora general, es miembro de la Federación de Hermanas Vicencianas de Estrasburgo y su sede central se encuentra en Zams (Austria).
Las vicentinas de Zams se dedican a la educación cristiana de los jóvenes y a la atención de los ancianos y enfermos. La congregación está presente en Austria y Perú.